# Авагадорія

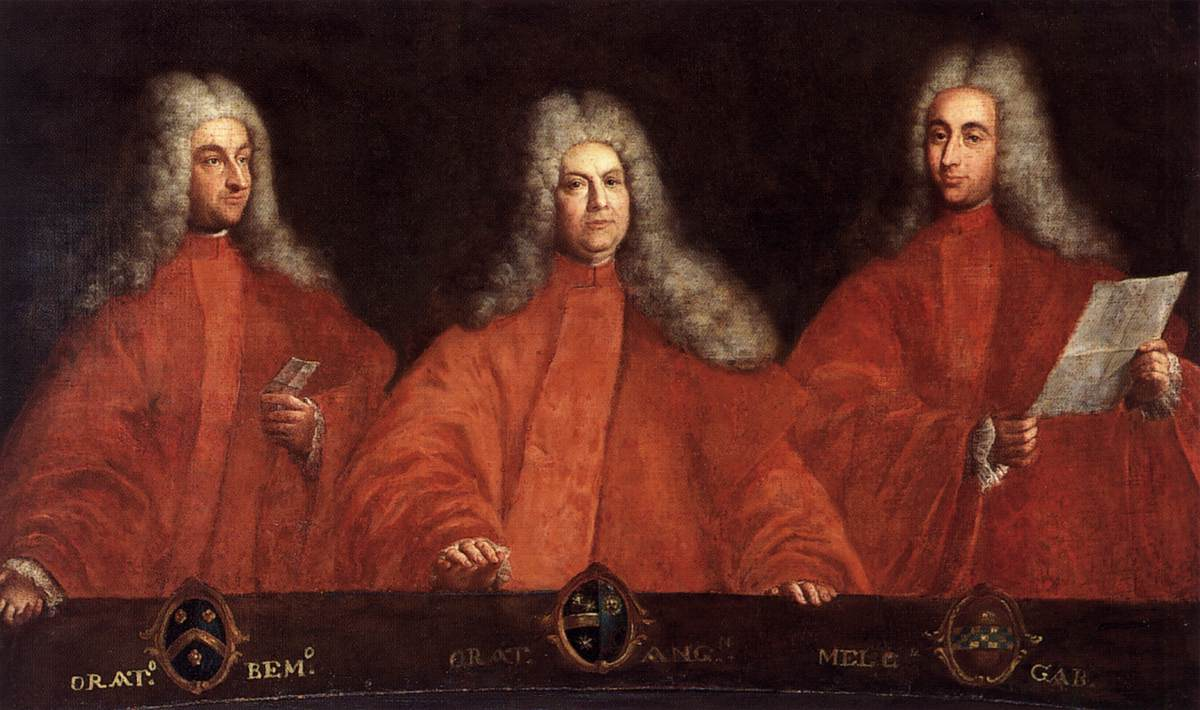
Венеційські державні авагадори (Avogadori de comùn)

Авагадорія (Avogadoria de Comùn, буквально «публічна прокуратура» — державний орган або колегія Венеційської республіки. що складалась з авогадорів (avogadori de Comùn), які відповідали за внутрішній захист інтересів Венеційської комуни (лат. Commune Veneciarum) у спосіб, подібний до сучасного державного прокурора.

## Склад
Час заснування Авагодарії невідомий, іноді його відносять до IX століття, але достовірно існування авагадорії відомі з кінця XII століття, коли дож Оріо Мастроп'єро (1178—1192) заснував посаду державних адвокатів (avogadro del commune, advocati communis; 1180).
Спочатку їх було чотири; головним обов'язком було зберігання та перевірка державних доходів та вищий нагляд над усіма касами республіки. Потім коло влади та діяльності розширилося, авогодори стали найважливішими сановниками республіки і, замість чотирьох, лише троє; пізніше шестеро.
На той час обиралися півроку сенатом і затверджувалися Верховною радою республіки. Надзвичайно велика влада (часто давала привід великих зловживань, оскільки мали право втручатися у справи всіх установ, як судових, і адміністративних) включала:

## Повноваження
Авогадори могли контролювати рахунки Камерленгі, розслідувати порушення військово-морських законів, про які доповідали члени екіпажів, розслідувати звинувачення в корупції суддів або недбалості посадових осіб, бути присутнім у судових справах Ради Сорока у всіх справах, в зачіпались інтереси муніципалітету, тобто, зрештою, уряду олігархії в цілому. З 1400 року вони також могли притягнути до суду самого дожа.
Основним завданням Авогадорів був захист конституційної законності, ретельний контроль за суворим дотриманням законів різними Радами та іншими органами Венеційської держави та повноваження призупиняти неконституційні заходи. Вони самі могли бути притягнуті до відповідальності за недбалість у виконанні своєї роботи і віддані на суд Ради сорока (Верховний суд Венеційської республіки).